# John Charles Butcher
John Charles Butcher (31 marzo 1933) è un matematico neozelandese.
È specializzato in analisi numerica in particolare nella ricerca di metodi per la soluzione di equazioni differenziali ordinarie. Butcher lavora su metodi multipasso per problema ai valori iniziali, come i metodi di Runge-Kutta. È chiamato così, in suo onore, il gruppo di Butcher.
Attualmente, sta studiando un nuovo tipo di metodi con stabilità simile a quella dei metodi di Runge-Kutta.

## Premi
- Medaglia Hector (1996)
- Premio Van Wijngaarden (2011)

## Pubblicazioni
- John C. Butcher, Numerical methods for ordinary differential equations, John Wiley & Sons Ltd., 2008, ISBN 978-0-470-72335-7.